# كورت قرة
كورت قرة (بالإنجليزية: Kurt Kara)‏ هو لاعب دوري الرغبي نيوزيلندي، ولد في 26 يونيو 1989.